# Rauchsauna
Als Rauchsauna (fin. savusauna, schwed. rökbastu, estn. suitsusaun, eng. smoke sauna) bezeichnet man einen Saunaraum, der mit Hilfe eines Holzofens konventionell befeuert wird, jedoch über keinen Schornstein beziehungsweise über kein Rauchrohr verfügt.
Zum Anheizen wird der Saunaofen befüllt und angezündet. Die entstehenden Rauchgase durchfluten den Saunaraum. Hat der Saunaraum seine Betriebstemperatur erreicht, werden die an der Decke und im Dach angebrachten Entlüftungsklappen geöffnet. Der Rauch entweicht und die Sauna ist betriebsbereit.
Die Sauna ist innen komplett verrußt. Der Saunagast nimmt sich eine hölzerne Unterlage aus dem Saunavorraum und legt diese auf die Saunabank als Schutz vor Verschmutzung.
Echte finnische Rauchsaunen werden aufgrund von Abbrand und der sich ständig verändernden Gesetzgebung immer seltener und sind heute fast nur noch in Museen zu besichtigen. In Estland dagegen gibt es noch Rauchsaunen, besonders im südöstlichen Teil des Landes. Im November 2014 setzte die UNESCO Estlands Rauchsauna in die Liste des immateriellen Kulturerbes der Menschheit.

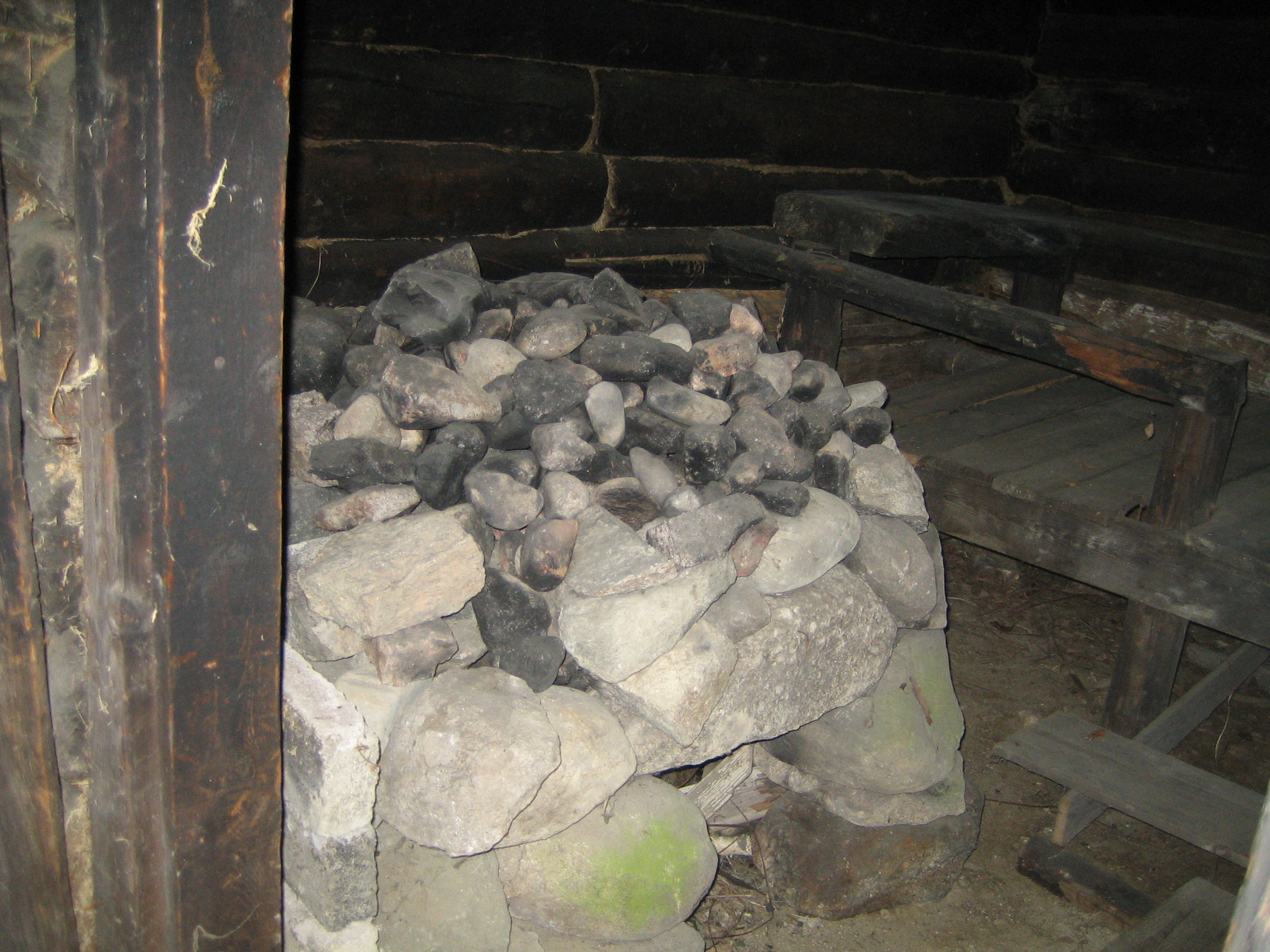
Saunaofen aus Stein
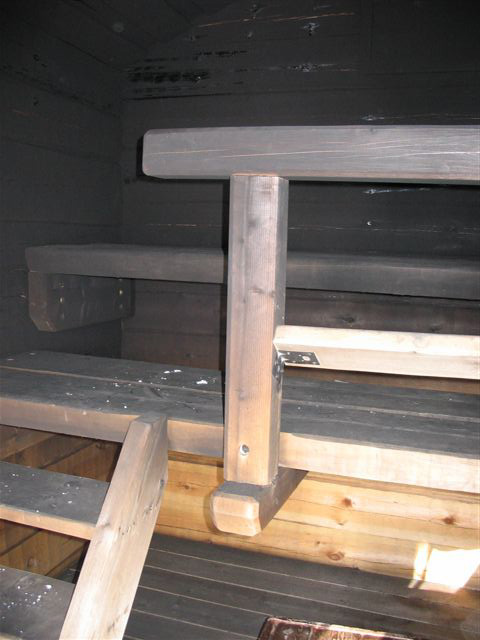
Rußgeschwärzte Saunabank
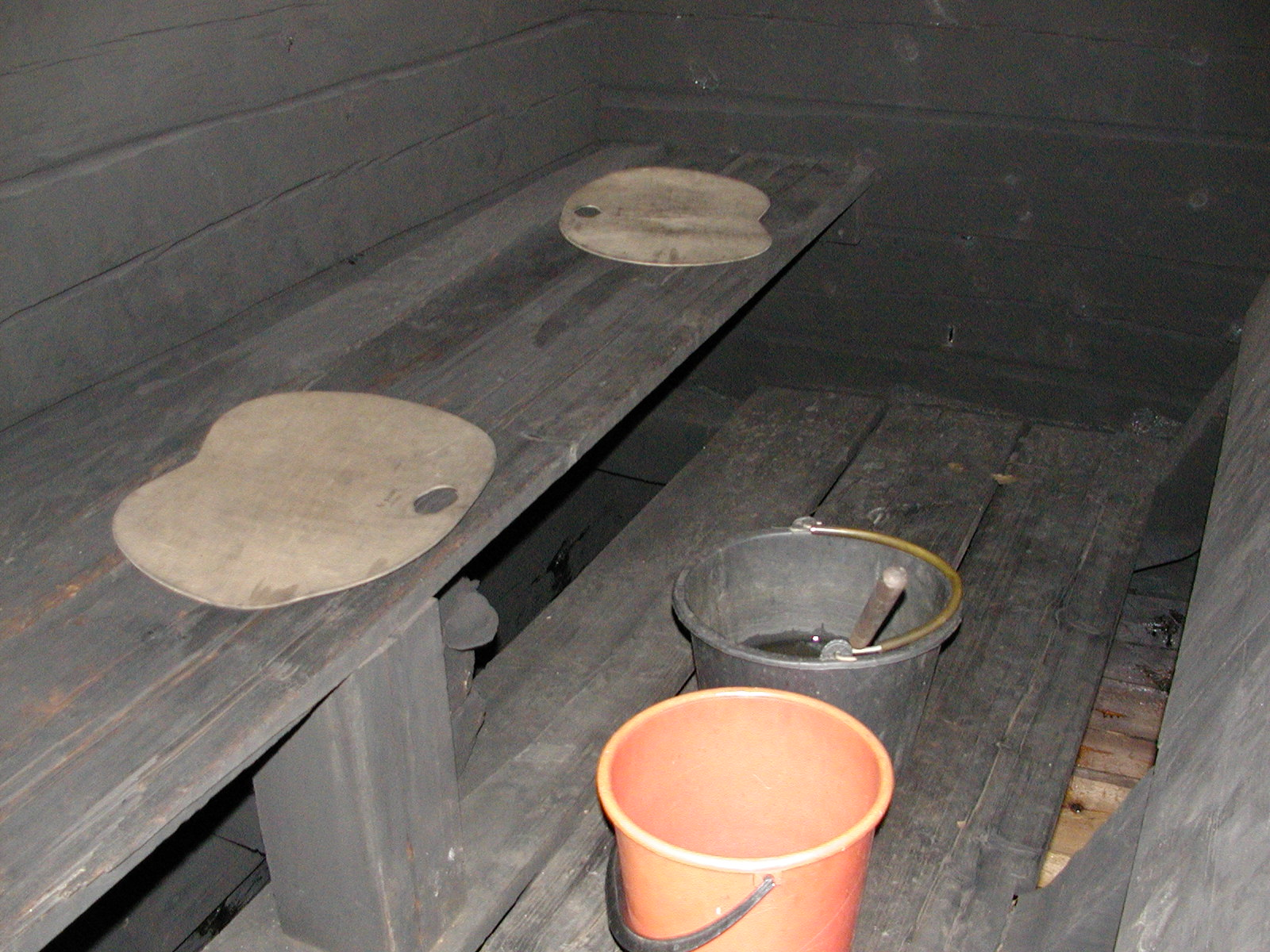
Sitzbretter einer Rauchsauna